# Франц Шальк
Франц Шальк (нім. Franz Schalk; 27 травня 1863 — 3 вересня 1931) — австрійський диригент. Директор Віденської державної опери з 1918 по 1929 рік. З 1919 по 1924 рік ділив цей пост разом з Ріхардом Штраусом. Активно допомагав Зальцбурзькому фестивалю.

## Біографія
Народився 1863 року у Відні. Навчався у композитора Антона Брукнера. 1900 року став першим капельмейстером Віденської придворної опери. З 1904 по 1921 рік працював головою «Товариства друзів музики». 1918 року став директором Віденської опери, яка отримала назву Віденської державної опери. 1919 року співдиректором опери також був призначений Ріхард Штраус. Між двома композиторами росла напруга через незрозумілий поділ обов'язків, що призвело до відставки Штрауса 1924 року.
1920 року група видатних діячів культури, серед яких були композитор Ріхард Штраус, письменник Гуго фон Гофмансталь, режисер Макс Райнгард, художник Альфред Роллер та Шальк, реорганізувала Зальцбурзький фестиваль і зробили його щорічним.
Шальк є найбільш відомий завдяки постановці симфоній Брукнера. Так, 1894 року він влаштував прем'єру Симфонії №5 Брукнера, але з численними змінами та варіаціями зі свого боку. Багато експертів вважали, що це було зроблено без згоди Брукнера, який на той момент був важко хворий. Незважаючи на це, Симфонія №5 у редакції Шалька було обрана для прем'єри і була єдиною її версією, яка була доступна для аудиторії протягом майже сорока років. Частина фахівців критикували Шалька за його редакції симфоній Брукнера, проте інша частина вважала, що таким чином Шальк популяризував видатні роботи Брукнера, які могли залишитись невідомими широкому загалу. Одними з головних прибічників варіацій Шалька є Леон Ботштайн та Ганс Кнаппертсбуш.
Шальк також залучався до публікації Симфонії №10 Малера. 1919 року поставив прем'єру опери Ріхарда Штрауса «Жінка без тіні».
Помер 1931 року у віці 68 років. Деякі з його робіт як диригента збереглись до наших днів та оцифровані. Мав старшого брата Йозефа, який також був композитором та диригентом.